# ジル・クレイバス
ジル・クレイバス（Jill Craybas, 1974年7月4日 - ）は、アメリカ・カリフォルニア州ハンティントンビーチ出身の元女子プロテニス選手。WTAツアーでシングルス1勝、ダブルス5勝を挙げた。自己最高ランキングはシングルス39位、ダブルス41位。身長160cm、体重56kg。右利き、バックハンド・ストロークは両手打ち。

## 来歴
クレイバスはフロリダ大学在籍時にNCAA女子テニスシングルスチャンピオンとなり、1996年にプロ入りした。その年の全米オープンに学生チャンピオンとして主催者推薦（ワイルドカード）で出場したものの、プロ転向後は長期間の下積み生活が続いた。
そんな彼女が最初に脚光を浴びたのが、2002年のジャパン・オープンであった。この大会にノーシードで出場したクレイバスは、決勝でシルビア・タラヤ（クロアチア）を 2-6, 6-4, 6-4 のフルセットで下し、自身初のWTAツアー優勝を遂げる。この年から世界ランキング100位内に定着するようになったクレイバスは、翌2003年からダブルスの試合にも意欲的に参戦するようになり、リーゼル・フーバー（当時南アフリカ）と組んで出場した同年3月のスペイン・マドリード大会決勝でリタ・グランデ（イタリア）&アンジェリク・ウィジャヤ（インドネシア）組を 6-4, 7-6(6) のスコアで下し、ダブルス初優勝を遂げる。
2004年の全仏オープン女子ダブルスで、クレイバスはマルレーネ・ワインガルトナー（ドイツ）と組んでベスト8に進出した。同年8月のシンシナティ大会でもワインガルトナーと組んで出場、決勝でエマヌエル・ガリアルディ（スイス）&アンナ＝レナ・グローネフェルト（ドイツ）組を 7-5, 7-6(2) のストレートで下し、女子ツアーのダブルス2勝目を獲得。
2008年はオリガ・ゴボツォワ（ベラルーシ）と組み出場した5月のトルコ・イスタンブール大会決勝で、マリーナ・エラコビッチ（ニュージーランド）&ポロナ・ヘルツォグ（スロベニア）組を 6-1, 6-2 のスコアで下し、クレイバスは4年ぶりのダブルス優勝を果たすと、マリーナ・エラコビッチと組んで出場した10月のジャパン・オープンでも決勝で中村藍子&森田あゆみ（日本）組を 4-6, 7-5, [10-6]のスーパータイブレークで下し年間2勝目を挙げた。この年は他にもミハエラ・クライチェク（オランダ）と組んで出場した4月のチェコ・プラハ大会、タマリネ・タナスガーン（タイ）と組んで出場したカナダ・ケベックシティ大会でもそれぞれ準優勝の好成績を残し、これらの活躍により同年6月にはダブルスランク自己最高の41位を記録するなどクレイバスのダブルスキャリアにおいて最高の年となった。34歳で五輪初代表になり、8月の北京五輪シングルスに出場し、1回戦でパティ・シュナイダー（スイス）に 3-6, 2-6 で敗れている。
4大大会シングルスでは、現時点では2005年ウィンブルドンの4回戦進出が最高成績である。ノーシードで出場したこの大会の2回戦で第29シードのマリオン・バルトリ（フランス）を 6-1, 6-4 のストレートで、3回戦で当時世界ランキング4位、2004年ウィンブルドン準優勝者のセリーナ・ウィリアムズを 6-3, 7-6(6) のストレートでそれぞれ下す番狂わせを演じたが、4回戦でセリーナの姉ビーナス・ウィリアムズに 0-6, 2-6 のストレートで敗退した。
クレイバスは2000年全米オープンから4大大会のシングルスに連続出場を続けてきたが、2012年全豪オープンの予選2回戦で敗退し45大会連続でストップした。
クレイバスは2013年全米オープン女子ダブルス2回戦敗退を最後に39歳で現役を引退した。

## WTAツアー決勝進出結果

### シングルス: 2回 (1勝1敗)
| 大会グレード          | 大会グレード                 |
| 2008年以前            | 2009年以後                   |
| --------------------- | ---------------------------- |
| グランドスラム (0–0)  |                              |
| WTAファイナルズ (0–0) |                              |
| ティア I (0–0)        | プレミア・マンダトリー (0-0) |
| ティア I (0–0)        | プレミア5 (0-0)              |
| ティア II (0–0)       | プレミア (0–0)               |
| ティア III (1–0)      | インターナショナル (0–0)     |
| ティア IV ＆ V (0–1)  | インターナショナル (0–0)     |

| 結果   | No. | 決勝日        | 大会   | サーフェス | 対戦相手                     | スコア           |
| ------ | --- | ------------- | ------ | ---------- | ---------------------------- | ---------------- |
| 優勝   | 1.  | 2002年10月6日 | 東京   | ハード     | シルビア・タラヤ             | 2–6, 6–4, 6–4    |
| 準優勝 | 1.  | 2008年2月10日 | パタヤ | ハード     | アグニエシュカ・ラドワンスカ | 2–6, 6–1, 6–7(4) |

### ダブルス: 14回 (5勝9敗)
| 結果   | No. | 決勝日         | 大会               | サーフェス    | パートナー                   | 対戦相手                                                | スコア              |
| ------ | --- | -------------- | ------------------ | ------------- | ---------------------------- | ------------------------------------------------------- | ------------------- |
| 優勝   | 1.  | 2003年5月19日  | マドリード         | クレー        | リーゼル・フーバー           | リタ・グランデ アンジェリク・ウィジャヤ                 | 6–4, 7–6(6)         |
| 優勝   | 2.  | 2004年8月16日  | シンシナティ       | ハード        | マルレーネ・ワインガルトナー | エマヌエル・ガリアルディ アンナ＝レナ・グローネフェルト | 7–5, 7–6(2)         |
| 準優勝 | 1.  | 2004年10月31日 | ルクセンブルク     | ハード (室内) | マルレーネ・ワインガルトナー | ビルヒニア・ルアノ・パスクアル パオラ・スアレス         | 1–6, 7–6(1), 3–6    |
| 準優勝 | 2.  | 2005年9月26日  | ソウル             | ハード        | ナタリー・グランディン       | 詹詠然 荘佳容                                           | 2–6, 4–6            |
| 準優勝 | 3.  | 2006年1月9日   | ホバート           | ハード        | エレナ・コスタニッチ         | エミリー・ロワ ニコル・プラット                         | 2–6, 1–6            |
| 準優勝 | 4.  | 2006年6月18日  | バーミンガム       | 芝            | リーゼル・フーバー           | エレナ・ヤンコビッチ 李娜                               | 2–6, 4–6            |
| 準優勝 | 5.  | 2006年10月30日 | ケベックシティ     | ハード (室内) | アリーナ・イドコワ           | カーリー・ガリクソン ローラ・グランビル                 | 3–6, 4–6            |
| 準優勝 | 6.  | 2007年9月10日  | バリ               | ハード        | ナタリー・グランディン       | 季春美 孫勝男                                           | 3–6, 2–6            |
| 準優勝 | 7.  | 2008年4月28日  | プラハ             | クレー        | ミハエラ・クライチェク       | アンドレア・フラバーチコバ ルーシー・ハラデツカ         | 6–1, 3–6, [6–10]    |
| 優勝   | 3.  | 2008年5月19日  | イスタンブール     | クレー        | オリガ・ゴボツォワ           | マリーナ・エラコビッチ ポロナ・ヘルツォグ               | 6–1, 6–2            |
| 優勝   | 4.  | 2008年10月4日  | 東京               | ハード        | マリーナ・エラコビッチ       | 森田あゆみ 中村藍子                                     | 4–6, 7–5, [10–6]    |
| 準優勝 | 8.  | 2008年11月2日  | ケベックシティ     | ハード (室内) | タマリネ・タナスガーン       | アンナ＝レナ・グローネフェルト バニア・キング           | 6–7(3–7), 4–6       |
| 準優勝 | 9.  | 2010年7月17日  | パレルモ           | クレー        | ユリア・ゲルゲス             | アルベルタ・ブリアンティ サラ・エラニ                   | 4–6, 1–6            |
| 優勝   | 5.  | 2012年6月17日  | バートガシュタイン | クレー        | ユリア・ゲルゲス             | アンナ＝レナ・グローネフェルト ペトラ・マルティッチ     | 6–7(4), 6–4, [11–9] |

## 4大大会シングルス成績
略語の説明
| W | F | SF | QF | #R | RR | Q# | LQ | A | Z# | PO | G | S | B | NMS | P | NH |

W=優勝, F=準優勝, SF=ベスト4, QF=ベスト8, #R=#回戦敗退, RR=ラウンドロビン敗退, Q#=予選#回戦敗退, LQ=予選敗退, A=大会不参加, Z#=デビスカップ/BJKカップ地域ゾーン, PO=デビスカップ/BJKカッププレーオフ, G=オリンピック金メダル, S=オリンピック銀メダル, B=オリンピック銅メダル, NMS=マスターズシリーズから降格, P=開催延期, NH=開催なし.
| 大会           | 1996 | 1997 | 1998 | 1999 | 2000 | 2001 | 2002 | 2003 | 2004 | 2005 | 2006 | 2007 | 2008 | 2009 | 2010 | 2011 | 2012 | 2013 | 通算成績 |
| -------------- | ---- | ---- | ---- | ---- | ---- | ---- | ---- | ---- | ---- | ---- | ---- | ---- | ---- | ---- | ---- | ---- | ---- | ---- | -------- |
| 全豪オープン   | A    | A    | A    | 1R   | LQ   | 1R   | 2R   | 1R   | 3R   | 1R   | 1R   | 1R   | 2R   | 1R   | 1R   | 1R   | LQ   | LQ   | 4–13     |
| 全仏オープン   | A    | A    | A    | LQ   | A    | 2R   | 1R   | 1R   | 1R   | 1R   | 1R   | 2R   | 1R   | 2R   | 2R   | 2R   | LQ   | A    | 5–12     |
| ウィンブルドン | A    | A    | A    | LQ   | LQ   | 1R   | 2R   | 1R   | 2R   | 4R   | 1R   | 1R   | 1R   | 2R   | 1R   | 1R   | LQ   | A    | 6–12     |
| 全米オープン   | 1R   | A    | 1R   | 1R   | 1R   | 1R   | 1R   | 1R   | 2R   | 2R   | 2R   | 1R   | 1R   | 2R   | 1R   | 1R   | LQ   | A    | 4–15     |